# Cyril Constantin
Pour les articles homonymes, voir Constantin.
 (août 2017).
Si vous disposez d'ouvrages ou d'articles de référence ou si vous connaissez des sites web de qualité traitant du thème abordé ici, merci de compléter l'article en donnant les références utiles à sa vérifiabilité et en les liant à la section « Notes et références ».
Cyril Constantin, né le 8 juin 1904 à Chambéry et mort le 6 février 1995 à Aix-les-Bains, est un artiste peintre, graveur et créateur de bijoux français.

## Biographie
Cyril Constantin naît le 8 juin 1904 à Chambéry dans une famille originaire de la Maurienne. Il grandit en Savoie où ses parents exploitent un magasin de vêtements de travail situé à Aix-les-Bains. Pendant la Première Guerre mondiale, il arrête ses études, après l'obtention de son certificat d'études, pour remplacer son père, mobilisé, au magasin. Il épouse en 1925 Annette Vergain. Ils ont une fille, née en 1926 : Janine Despinette. 
Il monte sa propre affaire de vente de vêtements avec une patente de marchand forain. Il met au point plusieurs inventions dont un moteur d'automobile fonctionnant au gasoil. Sa femme meurt en 1939. En 1943, Constantin découvre la peinture en copiant des pastels et décide aussitôt de se consacrer exclusivement à une vie d'artiste. Il rassemble alors dans son atelier d'Aix-les-Bains une dizaine d'artistes (parmi lesquels Emmanuel Bellini) et accueille pendant plusieurs mois le sculpteur Paul Belmondo. Après une première exposition à Lyon, il est remarqué par la critique et expose à Paris au musée Galliera puis dans plusieurs galeries. Il se marie le 27 janvier 1944 avec Claire Julliard. Il se lie d'amitié avec le peintre Frédéric Delanglade. Constantin explore de multiples techniques : la peinture au métal, la gravure, les émaux, la sculpture sur bois... Il associe un alliage de cuproaluminium au verre pour réaliser de nombreux bijoux et sculptures.
En 1952, il achète une petite maison (ancien « sarto ») à Tresserve au bord du lac du Bourget. Il l’agrandit pour y habiter, créant ainsi l’empire de Cyrilie dont il s’autoproclame empereur. En 1956 il double la maison en construisant deux grandes salles lui servant d’atelier et de lieu d’exposition. En 1958, il creuse son propre tombeau dans la molasse de la colline de Tresserve à l'arrière de sa maison.
En juin 1954, il reçoit Lady Churchill puis en août, Edith Piaf.
Le 27 août 1955, en hommage à la gastronomie savoyarde, il organise la cérémonie de création du SARTO sur la terrasse de la Cyrilie.
En 1964 : création de la Cyrilovision, procédé unique de projection de lumière colorée destinée à animer des œuvres d’art mais aussi des espaces intérieurs ou extérieurs. Dépôt de brevets et mise au point avec l’industriel de Rumilly Joseph Vullierme (jouets Vulli)
À partir de 1966, effectue des recherches sur la « cyrilodécontraction » et crée des moulins et des éoliennes.
En 1974, Constantin quitte sa maison de Tresserve pour se réinstaller à Aix-les-Bains où sa femme meurt d’un cancer le 23 septembre.
La maison, étant inoccupée, est pillée et vandalisée en 1976. Une grande toile dénommée Golgotha est découpée et volée.
En 1985 Constantin s’installe à la maison de retraite "Les Grillons" à Aix-les-Bains où il demeurera jusqu’à sa mort.
En 1986 il donne six œuvres picturales à la ville d’Aix-les-Bains.
Il réalise en 1991 son ultime œuvre, un drapeau pour l’Europe et expose durant l’été à l’évêché de Saint-Jean-de-Maurienne.
Il décède à Aix-les-Bains le 6 février 1995 et est enterré à Tresserve.

## Expositions
- 2003 : exposition à Saint-Genix-sur-Guiers par l’association L’Oiseau-Livre.
- Mars-avril 2004 : exposition au Musée Faure d’Aix-les-Bains.
- février 2025 à Bassens[1].